# Chińska Republika Ludowa

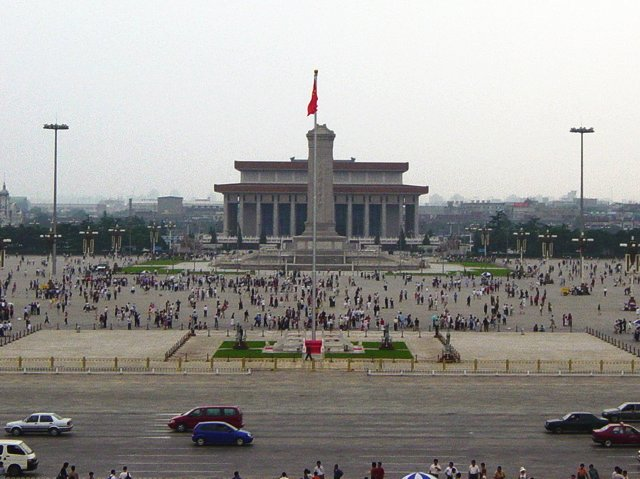
Pekin

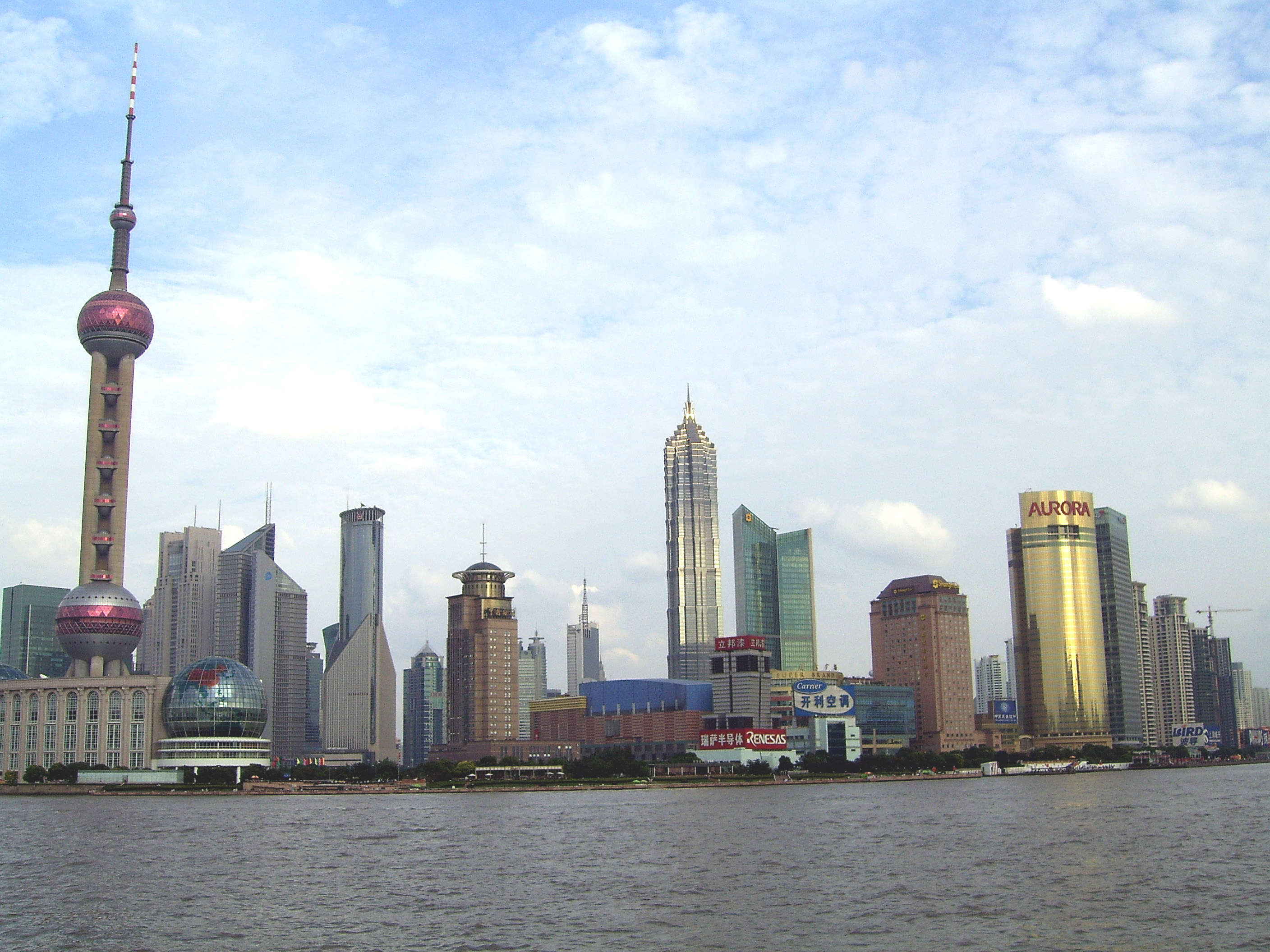
Szanghaj

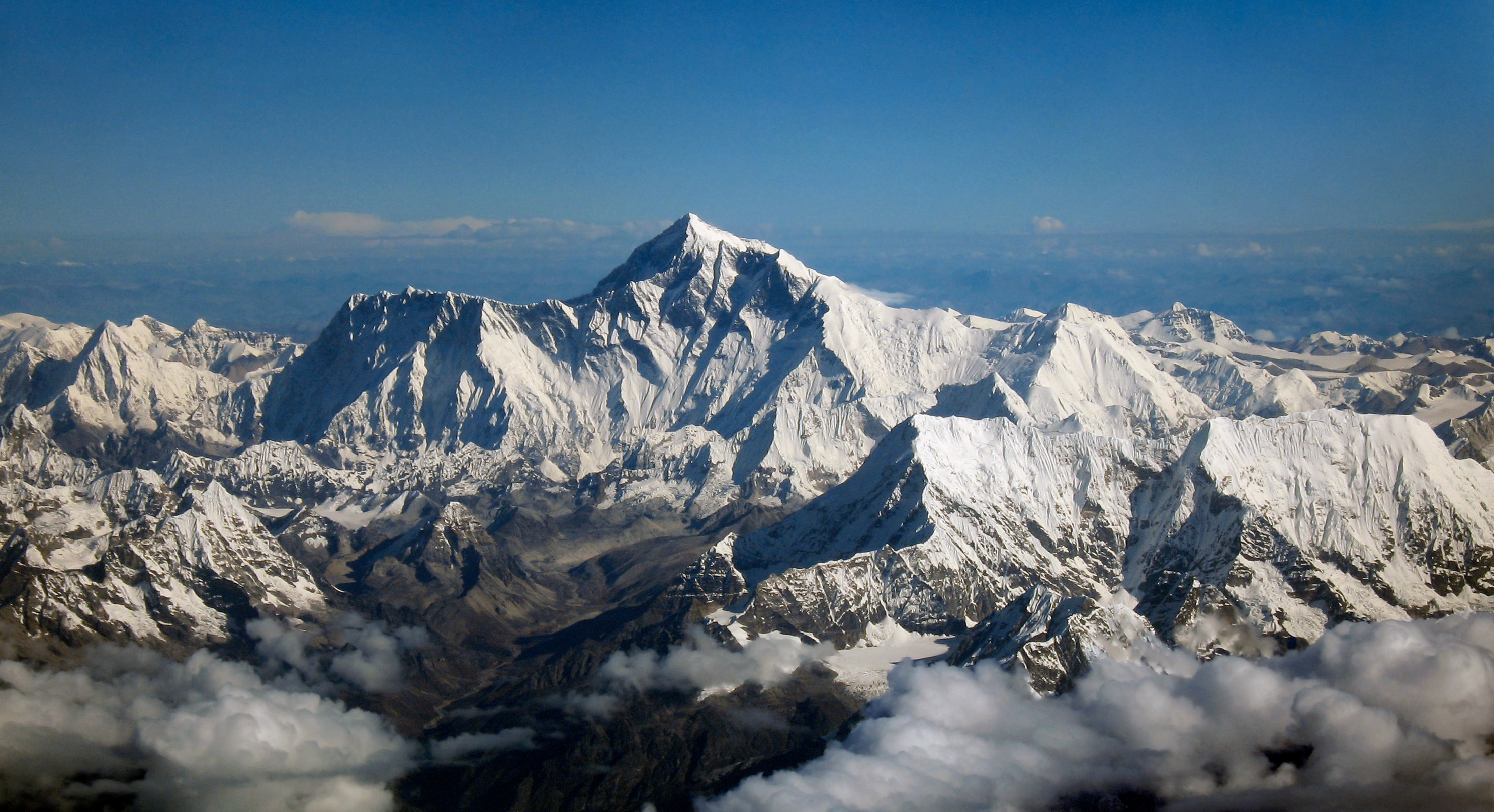
Mount Everest

Chińska Republika Ludowa, ChRL (chiń. upr. 中华人民共和国; chiń. trad. 中華人民共和國; pinyin Zhōnghuá Rénmín Gònghéguó, wymowaⓘ), Chiny (chiń. upr. 中国; chiń. trad. 中國; pinyin Zhōngguó, wymowaⓘ) – państwo w Azji Wschodniej, obejmujące historyczne Chiny (bez Tajwanu) oraz Tybet i inne ziemie w Azji Środkowej, zamieszkane w sumie przez 56 grup etnicznych. Chiny to drugie pod względem liczby ludności państwo świata o populacji przekraczającej 1,4 mld osób, co stanowi 18,4% populacji świata. Pod względem powierzchni jest 3. na świecie, a pod względem wielkości gospodarki 2. po USA (pod względem PKB nominalnego) i 1. pod względem PKB realnego.
ChRL ma najwięcej sąsiadów spośród wszystkich państw – 14. Są to: Afganistan, Bhutan, Indie, Kazachstan, Kirgistan, Korea Północna, Laos, Mjanma, Mongolia, Nepal, Pakistan, Rosja, Tadżykistan, Wietnam. Poza tym zgodnie z polityką migracyjną Hongkongu i Makau (będących tzw. Specjalnymi Regionami Administracyjnymi ChRL) na ich granicach wymagana jest odprawa paszportowo-celna.
Według swojej obecnej konstytucji Chińska Republika Ludowa jest republiką socjalistyczną.

## Geografia

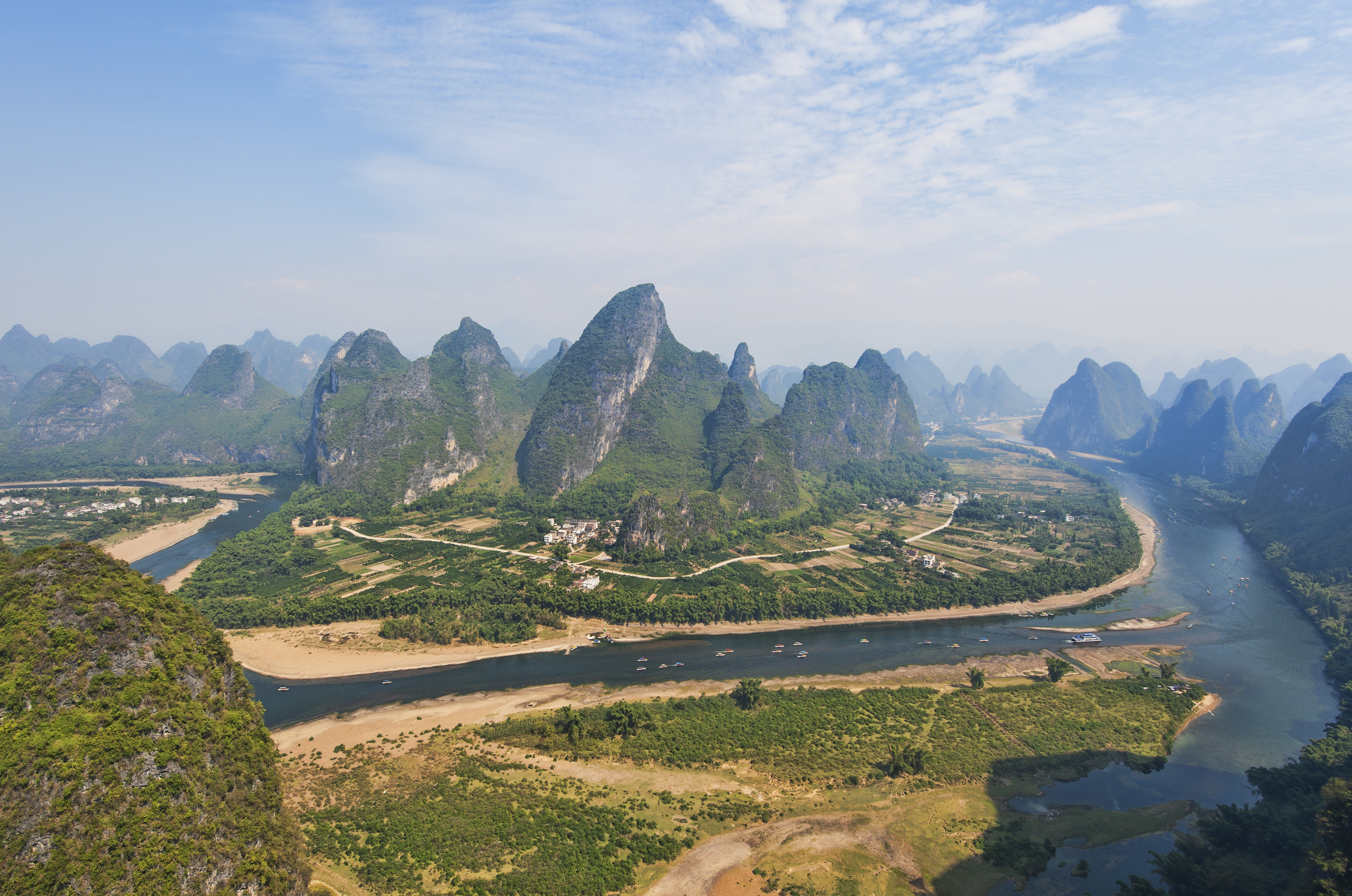
Rzeka Li Jiang

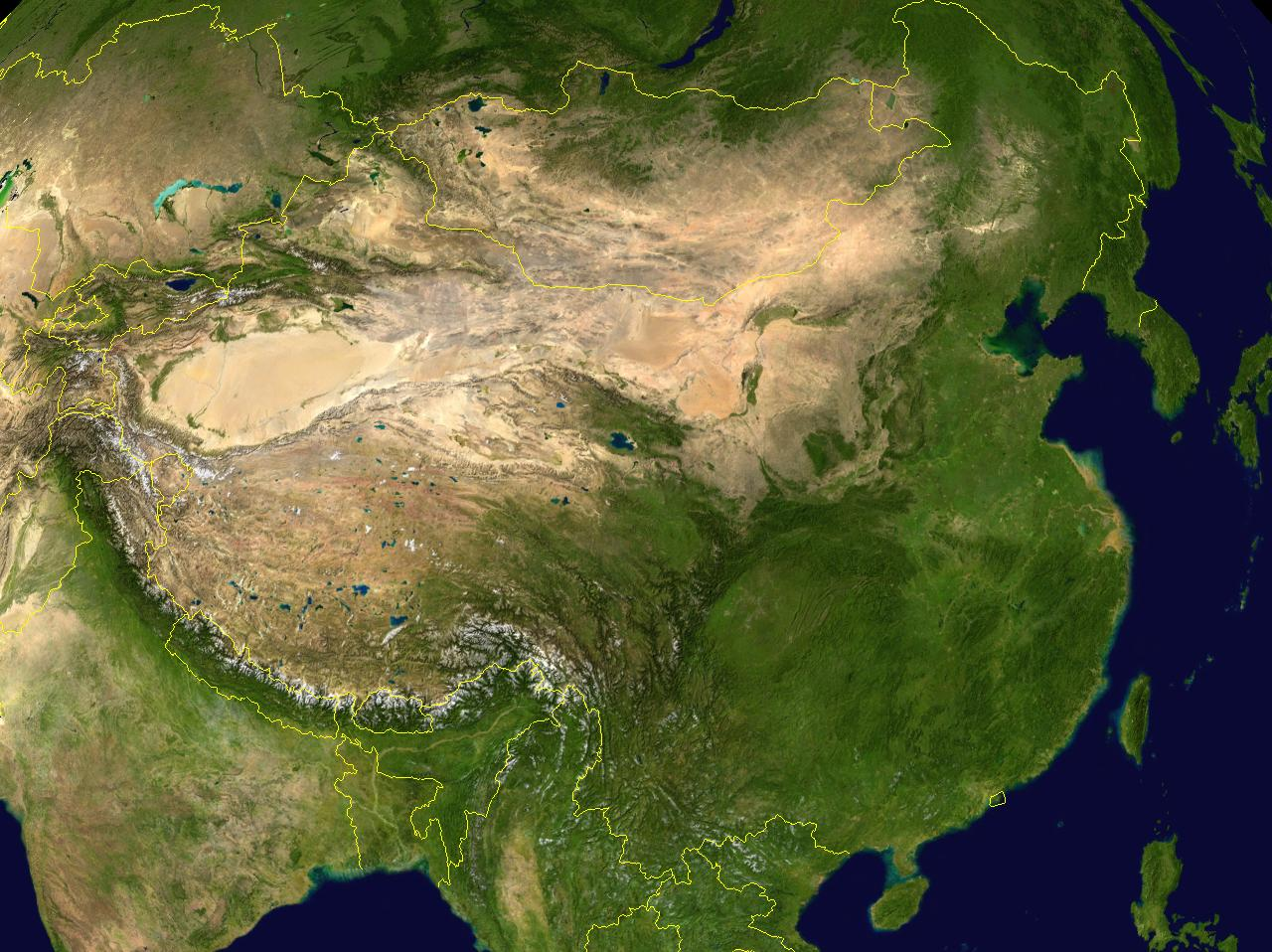
Chiny widziane na mapie satelitarnej

### Ukształtowanie powierzchni
Większą część Chin stanowią wyżyny i góry. Niziny zajmują tylko 10% powierzchni kraju, przy czym duża ich część przypada na stepy i pustynie na północy kraju (np. Gobi). W północno-wschodniej części kraju leży rozległa Nizina Mandżurska (pow. 350 tys. km²) otoczona górami. Na zachód od niziny ciągnie się Wielki Chingan (wysokość do 2029 m n.p.m.), na północ Mały Chingan i na wschód Góry Wschodniomandżurskie.
Wschodnią część Chin zajmują aluwialne równiny. Nizina Chińska o powierzchni 300 tys. km² leży w dolnym biegu Huang He i dorzeczu Huai He. Znajdują się tam również niziny środkowego i dolnego biegu Jangcy z dużą liczbą jezior.
W południowo-wschodniej części Chin leżą silnie zerodowane Góry Południowochińskie z wysokościami do 2120 m n.p.m.
Na północy kraju wznoszą się Wyżyna Mongolska z pustynią Ałaszan oraz Wyżyna Ordos, do której na południu przylega Wyżyna Lessowa – największy w świecie obszar występowania lessów. Równoleżnikowe pasma górskie (głównie góry Qin Ling) oddzielają Wyżynę Lessową od Kotliny Syczuańskiej przechodzącej na południu w Wyżynę Junnan-Kuejczou o charakterystycznej rzeźbie krasowej.
Południowo-zachodnią część kraju zajmuje najwyżej położona wyżyna na Ziemi – Wyżyna Tybetańska (o wysokościach 4000–5000 m n.p.m.). Wyżynę tę otaczają najwyższe pasma górskie świata – Karakorum (ze szczytem K2 sięgającym 8611 m n.p.m.) oraz Pamir (ze szczytem Kongur Shan o wysokości 7649 m n.p.m.) od zachodu i Himalaje (z najwyższym szczytem świata, Mount Everestem, sięgającym 8850 m n.p.m.) od południa. Północne obrzeże wyżyny stanowi system górski Kunlun (najwyższy szczyt to Muztag Feng 6973 m n.p.m.) obejmujący liczne pasma górskie (m.in. Ałtyn-Tag) rozdzielone tektonicznymi kotlinami m.in. Kotliną Cajdamską. Na wschodnim krańcu wyżyny ciągną się góry Hengduan Shan (ze szczytem Minya Konka o wysokości 7556 m n.p.m.) rozczłonkowane głębokimi dolinami rzek Saluin, Mekong i Jangcy.
W północno-zachodniej części kraju rozciąga się Sinciang, rozdzielony górami Tienszan na Kotlinę Dżungarską i Kotlinę Kaszgarską. W obrębie Kotliny Kaszgarskiej znajdują się pustynia Takla Makan i największa depresja Chin – Kotlina Turfańska, zniżająca się do 154 m p.p.m.

### Klimat
Chiny leżą w zasięgu 3 stref klimatycznych: zwrotnikowej (południowe wybrzeża oraz wyspa Hajnan), podzwrotnikowej (zachodnia, środkowa i wschodnia część kraju) oraz umiarkowanej (północne i północno-wschodnie Chiny). Części południowo-wschodnia i wschodnia kraju mają klimat monsunowy z porą deszczową i suchą. W tej części Chin notuje się najwyższe opady wynoszące 700–1000 mm na wybrzeżu Morza Żółtego, 1500–2000 mm na krańcach południowo-wschodnich i 3000 mm na wyspie Hajnan. Średnia temperatura w styczniu jest tu zróżnicowana: od –5 °C w Pekinie, przez +12 do +16 °C na wybrzeżu Morza Południowochińskiego, do +20 °C i powyżej na wyspach południowych. W lipcu temperatura na całym obszarze Chin wschodnich wynosi od +25 do +30 °C. W północno-wschodniej części Chin średnia temperatura w styczniu wynosi od –30 °C na północy do –10 °C na południu. W lipcu te temperatury wynoszą odpowiednio od +20 do +25 °C, a roczna suma opadów 250–1000 mm. Wewnętrzne i zachodnie obszary kraju mają klimat suchy i kontynentalny. Średnia temperatura w styczniu jest tu zróżnicowana i wynosi od –8 do –26 °C, a w lipcu waha się od +20 do +25 °C (w Kotlinie Kaszgarskiej powyżej +30 °C). Opady poniżej 250 mm. Wyżyna Tybetańska ma klimat chłodny i suchy ze względu na duże wzniesienie nad poziomem morza ze średnią temperaturą w lipcu poniżej +10 °C. Pora deszczowa na całym obszarze Chin występuje w lecie, z największymi opadami w lipcu i sierpniu. W lecie i jesienią do wybrzeży południowo-wschodnich docierają tajfuny z ulewnymi deszczami. Na suchych obszarach zachodu często występują burze pyłowe.

### Wody
Większą część Chin odwadniają rzeki należące do zlewiska Oceanu Spokojnego (56,7%). Do zlewiska Oceanu Indyjskiego należy 6,9% powierzchni, a do zlewiska Oceanu Arktycznego należy 0,4%. Reszta (czyli 36% powierzchni) należy do obszarów bezodpływowych. Najgęstsza sieć rzeczna występuje na Nizinie Chińskiej, a najrzadsza na pustynnych terenach zachodniej części kraju. Główne rzeki to Jangcy, Huang He, Xi Jiang, Huai He i Amur (na granicy z Rosją). Na terenie Chin początek biorą i płyną w znacznych odcinkach wielkie rzeki południowej i wschodniej Azji: Indus, Brahmaputra, Mekong i Saluin. Chińskie odcinki tych rzek skupiają 1/3 potencjału hydroenergetycznego Chin. Są one jednak w znikomym stopniu wykorzystywane. Najdłuższą rzeką na obszarach bezodpływowych jest Tarym. Chińskie rzeki są intensywnie wykorzystywane do nawadniania zwłaszcza w środkowych i wschodnich Chinach. We wschodnich Chinach występują katastrofalne powodzie spowodowane dużymi wahaniami stanu wód w rzekach oraz zamuleniem koryt rzecznych. W przeszłości rzeki Niziny Chińskiej często zmieniały swoje koryta.
Zasoby energetyczne chińskich rzek szacuje się na około 680 GW, z czego 40% przypada na dorzecze Jangcy, a 20% Brahmaputry. We wschodnich Chinach biegnie najdłuższy kanał żeglowny na świecie – Wielki Kanał o długości 1782 km. Łączy on Pekin z portem w Hangzhou.
Na obszarze Chin występuje około 700 jezior o powierzchni powyżej 100 km². Najliczniej występują one na nizinie środkowej i w dolnym biegu Jangcy. Największe to Poyang Hu o powierzchni 2700–5100 km², Dongting Hu (około 4000 km²), Hongze Hu i Tai Hu. Są one wykorzystywane jako naturalne zbiorniki retencyjne. Na Wyżynie Tybetańskiej znajdują się jeziora głównie słone (m.in. Kuku-nor i Nam Co). W suchych regionach regionów autonomicznych Sinciang i Mongolia Wewnętrzna słone jeziora głównie o charakterze reliktowym (m.in. Lob-nor, Bosten Hu i Hulun Nur). W północno-wschodnich Chinach, przy granicy z Rosją, duże jezioro Chanka (po chińsku Xingkai Hu). Największe obszary bagienne w Chinach występują na płaskich, źle odwadnianych terenach północno-wschodnich (głównie w widłach rzek Ussuri i Sungari) oraz w południowej części Kotliny Cajdamskiej.

### Świat roślinny
Flora Chin jest bardzo bogata i różnorodna. Naturalne zbiorowiska leśne zostały w większości zajęte przez pola uprawne, przez co stanowią one dziś tylko 12% powierzchni kraju. Na północnym wschodzie w Wielkim Chinganie występuje tajga sosnowo-modrzewiowa przechodząca na południe w dębowo-sosnowe lasy mieszane. Na Nizinie Chińskiej naturalna roślinność, jaką były lasy monsunowe, została całkowicie wyniszczona. Na wododziałach zachowały się naturalne lasy liściaste z dębami, wiązami, klonami i jesionami. Na południe od Jangcy znajdują się lasy z drzewami zimozielonymi (m.in. sosny, stroigły i cyprysy). W Górach Południowochińskich wiecznie zielone lasy z drzewami tungowymi, kamforowcami, wawrzynami i zaroślami bambusowymi. Na wybrzeżu Morza Południowochińskiego i przybrzeżnych wyspach występują wiecznie zielone lasy zwrotnikowe, bogate w palmy, bambusy, liany i epifity. Wyżyny i kotliny północnych i północno-zachodnich Chin porastają stepy – na wschodzie bujne łąkowe, na zachodzie suche z kserofilnymi gatunkami ostnic i bylic. Zachodnią część Mongolii Wewnętrznej oraz Sinciang zajmują półpustynie i pustynie, a Wyżynę Tybetańską wysokogórskie stepy i pustynie. W chińskich górach zaznacza się piętrowy układ roślinności. W Chinach przetrwało wiele reliktów flory, m.in. miłorząb i metasekwoja. Z Chin wywodzi się również wiele roślin użytkowych, takich jak brzoskwinie czy herbata.

## Historia
Chińska Republika Ludowa została proklamowana 1 października 1949 przez Mao Zedonga po wygranej przez jego zwolenników wojnie domowej. Pokonani zwolennicy Kuomintangu i ich lider Czang Kaj-szek wycofali się na Tajwan, dokąd przenieśli rząd Republiki Chińskiej. Chińska Republika Ludowa objęła większość historycznych terenów Chin, a jej granice zostały dodatkowo poszerzone w 1950 roku w wyniku interwencji w Tybecie. W polityce wewnętrznej na początku lat 50. przeprowadzono reformę rolną, w wyniku której pomiędzy 300 milionów chłopów rozdzielono 47 milionów hektarów ziemi, znacjonalizowano głównie wartość zagraniczną, własność miejscowej burżuazji pozostała prywatna. W 1950 roku Chiny udzieliły wsparcia Korei Północnej i wysłały swoje wojska na wojnę koreańską. Na przełomie 1953 i 1954 roku opracowano założenia tzw. okresu przejściowego od kapitalizmu do socjalizmu, w ramach których założono, że w przeciągu 15–18 lat przeprowadzi się industrializację, kolektywizację i nacjonalizację. W 1954 roku wprowadzono nową konstytucję. W 1955 roku skrócono okres przejściowy i w ciągu roku skolektywizowano rolnictwo oraz przeprowadzono nacjonalizację. Ten tzw. wielki skok naprzód, który miał doprowadzić do szybkiej industrializacji kraju skończył się katastrofą gospodarczą i klęską głodu, w wyniku której zmarło 20–30 mln osób. W 1961 roku zliberalizowano gospodarkę i wprowadzono politykę „regulacji”. Polityka ta doprowadziła do podziału w rządzie, zwolennicy „regulacji” skupili się wokół Deng Xiaopinga i Liu Shaoqi, natomiast przeciwnicy wokół Mao Zedonga.
Na przełomie lat 50. i 60. nastąpił rozłam radziecko-chiński, w wyniku którego Chiny popadły w długoletni konflikt z blokiem wschodnim. Także dotychczas dobre relacje z Indiami uległy pogorszeniu, co poskutkowało siłowym zajęciem przez Chiny spornych obszarów północnego Kaszmiru (wojna chińsko-indyjska). W 1966 roku zwolennicy frakcji Mao w rządzie ogłosili rewolucję kulturalną, w ramach której politykę regulacji potępiono, a jej zwolenników odsunięto z rządu. W 1969 roku miał miejsce konflikt nad Ussuri, w trakcie którego Chiny starły się z wojskiem ZSRR. Po 1971 (śmierć Lin Biao) Zhou Enlai podjął pierwszą nieudaną próbę rezygnacji z części celów rewolucji kulturalnej, która jak się okazało, była w mniemaniu wielu porażką. Śmierć Mao w 1976 roku doprowadziła do usunięcia z partii frakcji „radykalnej” (banda czworga) i zwolenników rewolucji kulturalnej. Od 1977 roku do władzy stopniowo powracał Deng Xiaoping, który następnie na wiele lat objął władzę w Chinach. Na początku lat 80. Hua Guofenga zastąpili liberalnie nastawieni Zhao Ziyang i Hu Yaobang. W ramach zmian politycznych potępiono rewolucję kulturalną, rehabilitowano osoby represjonowane w trakcie jej trwania, zliberalizowano gospodarkę i kontynuowano politykę „otwarcia na świat” (która została zapoczątkowana przez Mao u schyłku jego życia). W ramach reform dekolektywizowano rolnictwo, utworzono sektor prywatny i utworzono specjalne strefy ekonomiczne.
W ramach odprężenia międzynarodowego doszło do normalizacji stosunków z ZSRR oraz podtrzymano zapoczątkowane przez Mao kontakty ze Stanami Zjednoczonymi. Zahamowanie gospodarki doprowadziło w 1989 roku do protestu na placu Tian’anmen stłumionego przez armię. Po tym incydencie miejsce Zhao Ziyanga jako przywódcy rządzącej partii objął Jiang Zemin. Chiny kontynuują reformy gospodarcze i rozwijają relacje zagraniczne. Pod koniec lat 90. w skład ChRL weszły dotychczasowe kolonie państw zachodnich – Hongkong i Makau. Bardzo szybki wzrost gospodarczy kraju doprowadził do tego, że w 2006 roku Chiny stały się trzecią pod względem wielkości gospodarką świata.

## Ustrój polityczny ChRL

### Przestrzeganie praw i swobód
Choć środki kontroli gospodarczej zostały znacznie złagodzone w Chinach od 1978 roku, działalność polityczna w dalszym ciągu była ściśle kontrolowana przez rząd centralny i władze lokalne. Konstytucja Chińskiej Republiki Ludowej Chin stanowi, że „prawa podstawowe” obywateli obejmują wolność słowa, wolność prasy, prawo do sprawiedliwego procesu, wolności wyznania, udziału w wyborach powszechnych i praw majątkowych. Jednakże przepisy te nie są stosowane w praktyce.
Cenzura polityczna wypowiedzi i informacji w sposób jawny i rutynowy ucisza krytykę rządu i rządzącej Komunistycznej Partii Chin. Szczególnie ścisła jest kontrola prasy. Reporterzy bez Granic uznają ChRL za jedno z najbardziej restrykcyjnych państw dla prasy. W rankingu Press Freedom Index 2018 Chiny znalazły się na 176. miejscu na 180.
Rząd prowadzi politykę ograniczania możliwości działalności grup, organizacji i związków wyznaniowych, które uważa za potencjalne zagrożenie dla „społecznej stabilności” i kontroli, jak to było w przypadku protestów na placu Tian’anmen w 1989.
Wiele zachodnich rządów i organizacji pozarządowych stale krytykuje władze ChRL, z powodu powszechnego łamania praw obywatelskich, w tym systematycznego stosowania długiego przetrzymywania w areszcie bez procesu, wymuszania zeznań, tortur, znęcania się nad więźniami, ograniczeń wolności słowa, zgromadzeń, zrzeszania się, religii, prasy, i prawa pracy. Chiny są światowym liderem w zakresie stosowania kary śmierci; w 2004 roku wykonano tam około 90% wszystkich egzekucji.

## Miasta
Największe aglomeracje Chin to Szanghaj na wschodzie, Pekin na północy i Kanton na południu.

## Siły zbrojne i program kosmiczny
Łączna liczba chińskich żołnierzy to 2 250 000 osób. Służba obowiązkowa w wojskach lądowych trwa 3 lata, a w marynarce i lotnictwie 4. Siły rezerwowe liczą ok. 12 milionów żołnierzy. Chińskie wojsko nadzoruje również program kosmiczny.

## Demografia

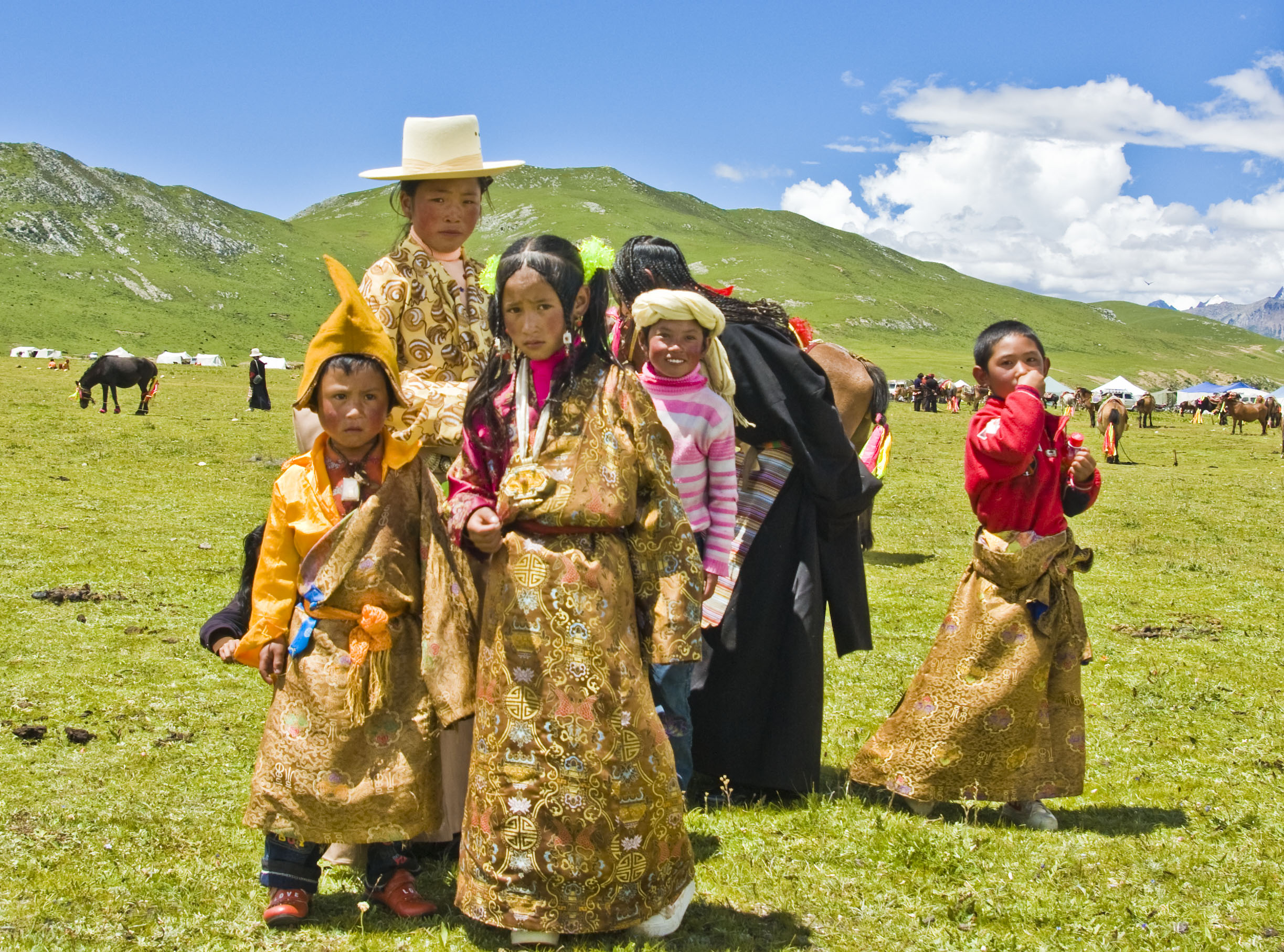
Tybetańczycy

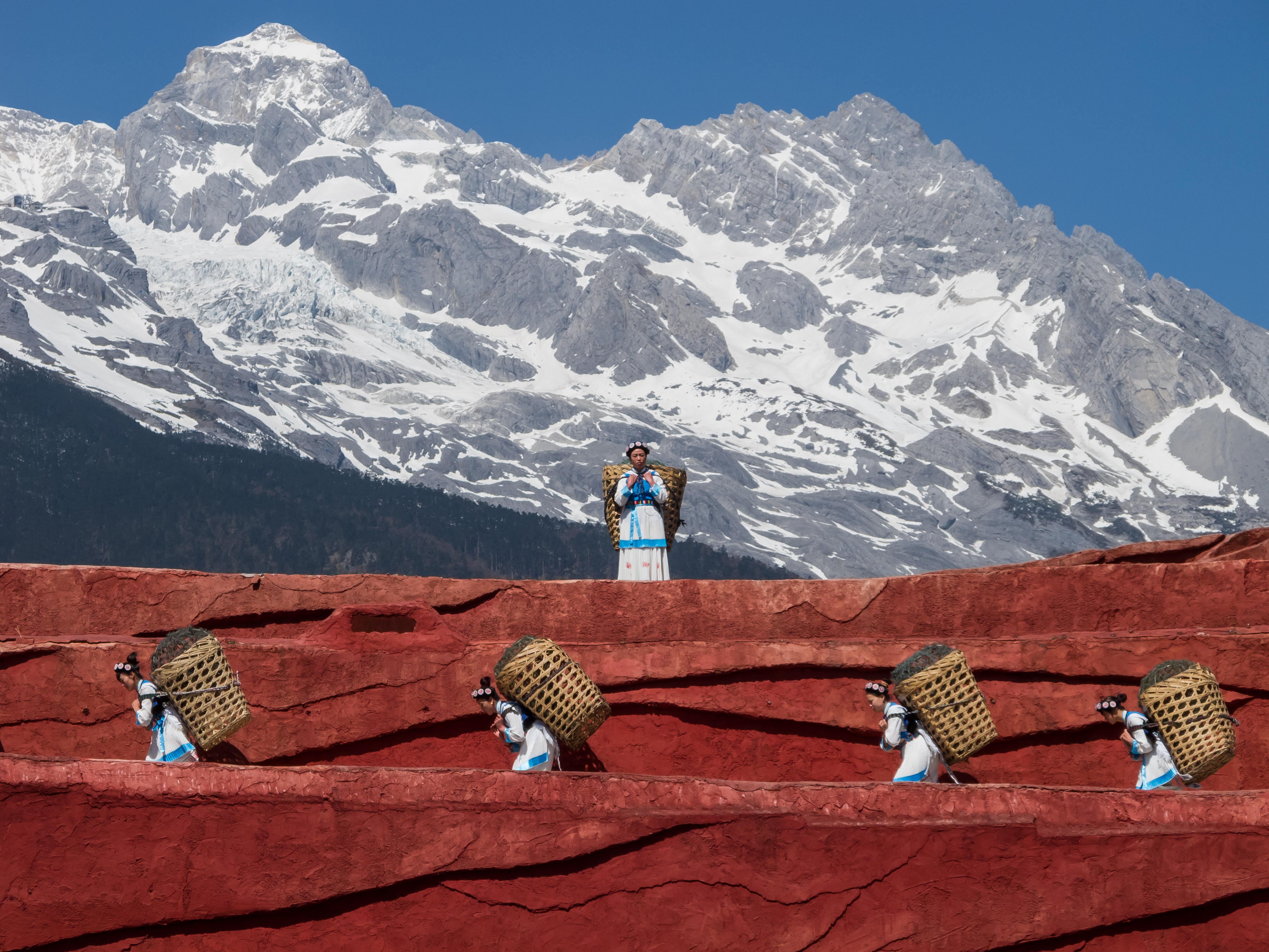
Kobiety z grupy etnicznej Naxi niosące na plecach typowe dla ich regionu kosze. Scena z przedstawienia pod gołym niebem w Lijiang, w prowincji Junnan, w Chinach. W tle masyw Śnieżnej Góry Nefrytowego Smoka.

### Dane demograficzne Chińskiej Republiki Ludowej (2012)[17]
| Liczba ludności                   | 1 343 239 923                                     |
| Udział Chin w populacji światowej | 19,15% (2012)                                     |
| Ludność według wieku              |                                                   |
| 0 – 14 lat                        | 17,6% (mężczyzn 126 634 384 / kobiet 108 463 142) |
| 15 – 64 lat                       | 73,6% (mężczyzn 505 326 577 / kobiet 477 953 883) |
| ponad 64 lata                     | 8,9% (mężczyzn 56 823 028 / kobiet 61 517 001)    |
| Przyrost naturalny                | 0,481%                                            |
| Współczynnik urodzeń              | 12,31 urodzeń / 1000 mieszkańców                  |
| Współczynnik zgonów               | 7,17 zgonów / 1000 mieszkańców                    |
| Umieralność niemowląt             |                                                   |
| W całej populacji                 | 15,62 śmiertelnych / 1000 żywych                  |
| Średni wiek                       |                                                   |
| W całej populacji                 | 35,5 lat                                          |
| Oczekiwana długość życia          |                                                   |
| W całej populacji                 | 74,8 lat                                          |
| Rozrodczość                       | 1,55 urodzeń / kobietę                            |
| Liczba osób zakażonych HIV / AIDS | 740 000 (0,1%)                                    |
| Analfabetyzm                      |                                                   |
| W całej populacji                 | 7,8 %                                             |

- Narodowości: Chińczycy Han (ok. 91,5%), Zhuang, Ujgurzy, Hui, Yi, Tybetańczycy, Miao, Mandżurowie, Mongołowie, Buyi, Koreańczycy i inni.

- Religia: bez religii (52,2%), religie chińskie (21,9%), buddyzm (18,2%), protestantyzm (4,3%), islam (1,8%), katolicyzm (0,7%), prawosławie i pozostali chrześcijanie (0,1%), inne religie (0,7%)[18][19].
- Języki: mandaryński, kantoński, wu, minbei, minnan, xiang, gan, dialekt hakka i inne.

## Gospodarka

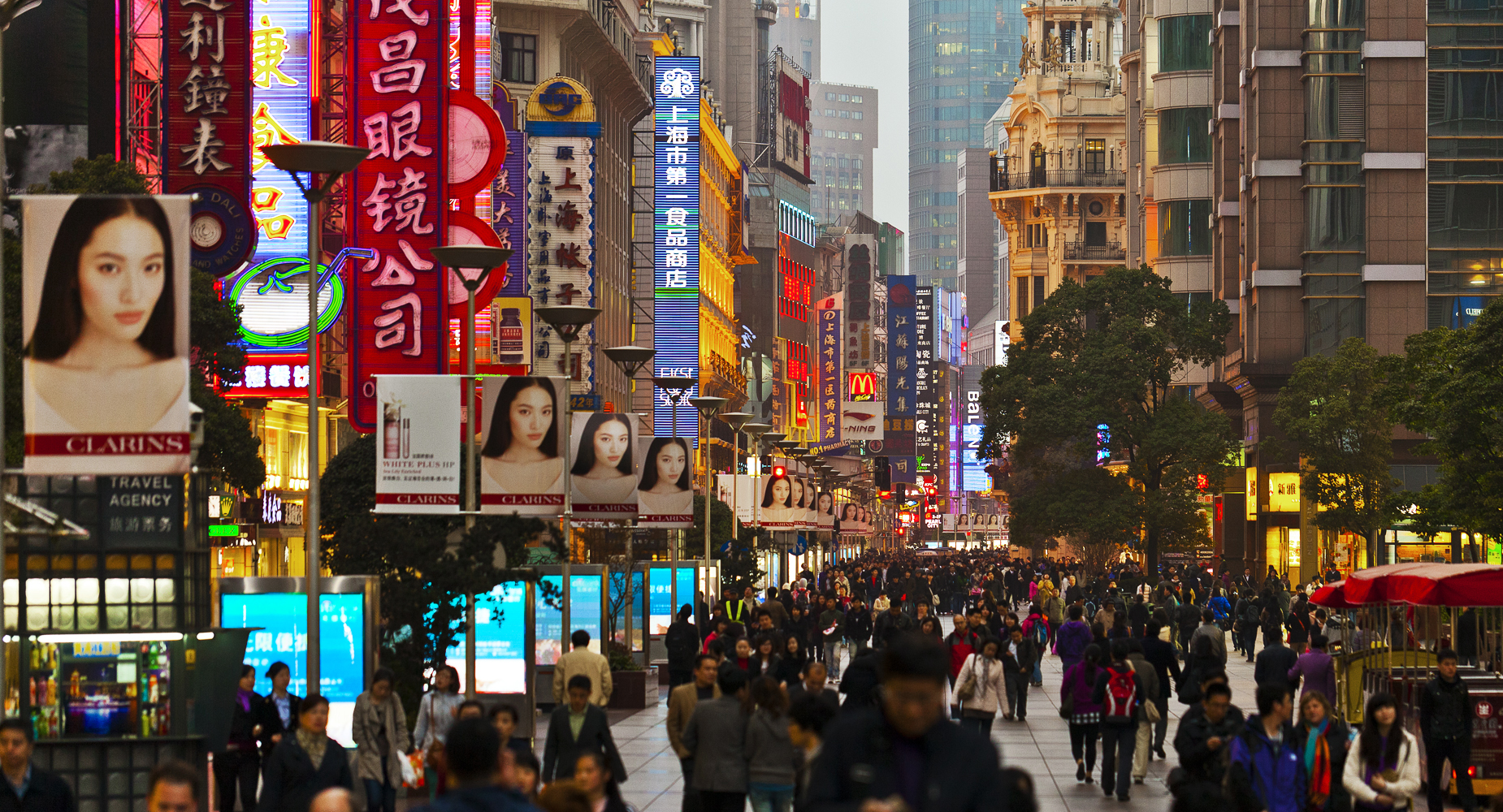
Ulica Nankińska, Szanghaj

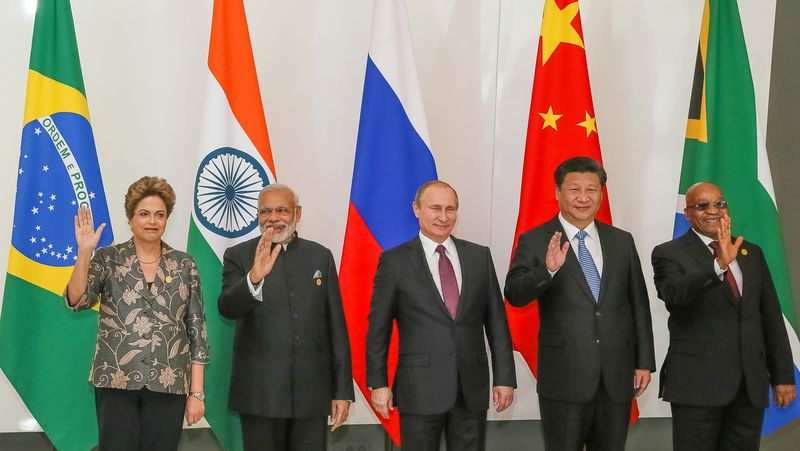
Głowy państw BRICS, 2015

Gospodarka Chin rozwija się najdynamiczniej na świecie. W II kwartale 2010 roku nominalny PKB Chin szacowano na 1,337 bln $, co daje drugie miejsce na świecie za USA, a przed Japonią (II kw. 2010 – 1,288 bln $). Z najnowszych prognoz wynika, że do roku 2030 Chiny staną się światową potęgą gospodarczą nr 1. Uwzględniając PKB realny chińska gospodarka już od 2001 roku znajduje się na drugim miejscu, a od 2010 roku Chiny są największym konsumentem ropy naftowej.
Tak dynamiczny rozwój, który trwa od lat 80., jest efektem stworzenia korzystnych warunków dla inwestycji zagranicznych i transferu nowych technologii, w tym rządowych programów wspierających rozwój branż uznanych za przyszłościowe, takich jak np. produkcja samochodów elektrycznych. Do tych warunków można zaliczyć: niskie koszty pracy, zakaz strajków dla pracowników, niskie podatki, brak ograniczeń w ochronie środowiska i obietnica dostępu do ogromnego rynku zbytu. Według socjologów ważnymi czynnikami są także tradycyjny szacunek wobec przedsiębiorczości i kult pracy, który w XX wieku przyczynił się do sukcesu państw zaliczanych do chińskiego kręgu kulturowego, takich jak Japonia, Korea Południowa, Singapur czy Tajwan.
Na początku ogromną rolę w stymulowaniu inwestycji w Chinach odgrywała chińska diaspora na całym świecie, a w szczególności z państw i regionów przez nią zdominowanych, takich jak Hongkong, Singapur czy Malezja. Ogromną rolę odgrywa również Tajwan, który – mimo napięć w sferze politycznej – integruje się z Chinami na płaszczyźnie ekonomicznej. Szacuje się, że na kontynencie pracuje 1 mln obywateli Tajwanu, którzy stworzyli nawet 50 mln miejsc pracy. Inwestycje tajwańskie odpowiadają za ok. 10% zysków z chińskiego eksportu.
Po przystąpieniu Chin do WTO rośnie rola inwestorów z Ameryki i Europy. W 2005 roku inwestycje zagraniczne wynosiły ponad 70 mld $ i pochodziły głównie z USA, Japonii i państw Unii Europejskiej.
Według badań przeprowadzonych przez ONZ, OECD oraz CIA, nierówności społeczne w Chinach są mniejsze niż w USA, choć wyraźnie większe niż w państwach europejskich. Rozwój gospodarczy Chin silnie wpłynął na zmniejszenie liczby osób żyjących poniżej granicy ubóstwa na świecie. Według badań Banku Światowego liczba mieszkańców Chin żyjących za mniej niż 1$ dziennie zmalała z 730 milionów (73,5%) w 1981 do 97 milionów (7,4%) w 2008. Tym samym zmiany gospodarcze w Chinach odpowiadają za 85% zmniejszenia światowej populacji żyjącej poniżej granicy ubóstwa. Liczba mieszkańców żyjących za mniej niż 2$ dziennie zmalała w tym okresie w Chinach z 972 milionów do 394 milionów. Na świecie liczba ta pozostała na niezmienionym poziomie, około 2,5 miliarda.

### Turystyka

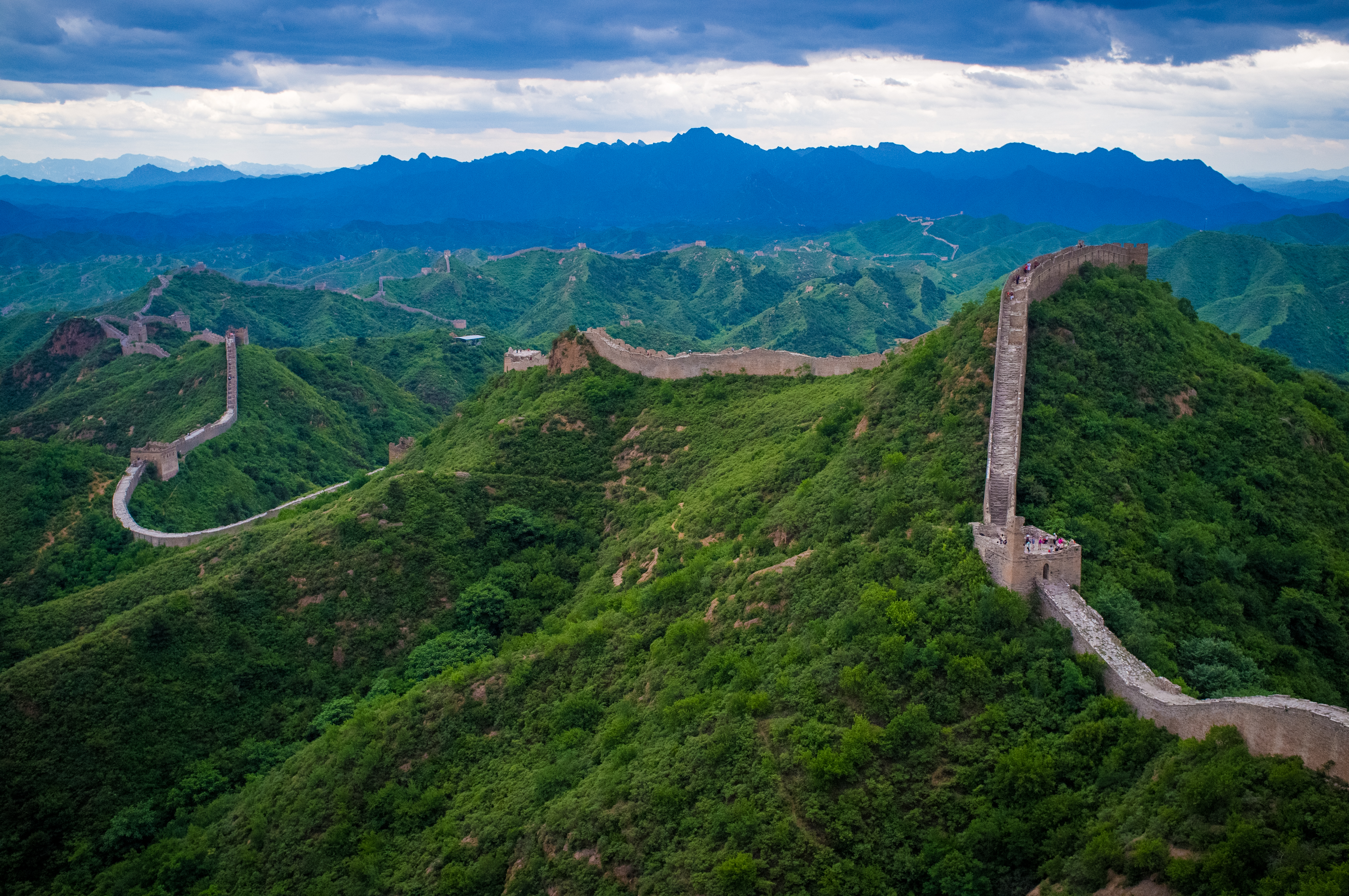
Wielki Mur Chiński w Jinshanling

W 2015 roku Chiny były na czwartym miejscu na liście najchętniej odwiedzanych państw na świecie; do kraju tego zawitało 56,886 mln turystów (2,3% więcej niż w roku poprzednim). Pod względem przychodów z turystyki państwo to zajmuje drugie miejsce na świecie (po USA) z wynikiem 114,109 mld dolarów.
Chiny posiadają 50 obiektów wpisanych na listę światowego dziedzictwa UNESCO, dając temu państwu pierwsze miejsce w Azji i drugie po Włoszech na świecie.

## Polityka społeczna

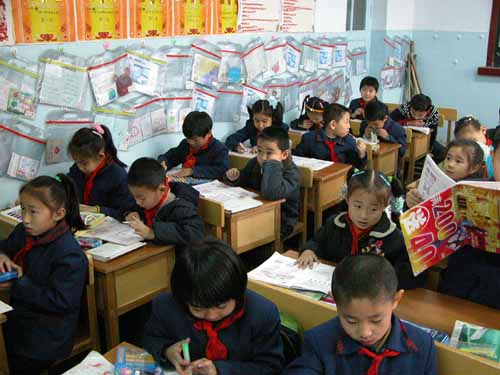
Klasa publicznej szkoły w Sinciang

Polityka społeczna prowadzona jest centralnie przez państwo. Obejmuje ona system emerytur, rent, zasiłków, ubezpieczeń społecznych, oświatę i opiekę zdrowotną. Państwo zapewnia emerytury zatrudnionym w państwowych przedsiębiorstwach i urzędach, co stanowi niewielki procent ogółu ludzi pracujących. Bezrobotni nie dostają zasiłków i są na utrzymaniu pracujących krewnych. Istnieje także prawny obowiązek utrzymywania swoich rodziców. Ponadto wypłaca się renty inwalidzkie i zasiłki chorobowe.
Opieka zdrowotna w Chinach jest płatna. Ubezpieczenie zapewniają zakłady pracy, ale w ostatnich latach pokrywają one jedynie niewielką część opłat, w związku ze wzrostem kosztów leczenia i ograniczonym współfinansowaniem państwa. Od niedawna osoby powyżej 70 roku życia są wspomagane przez państwo w postaci 60-procentowego pokrycia kosztów leczenia. Większość ludności wiejskiej pozbawiona jest ubezpieczenia i musi ponosić pełne koszty opieki medycznej.

## Kultura

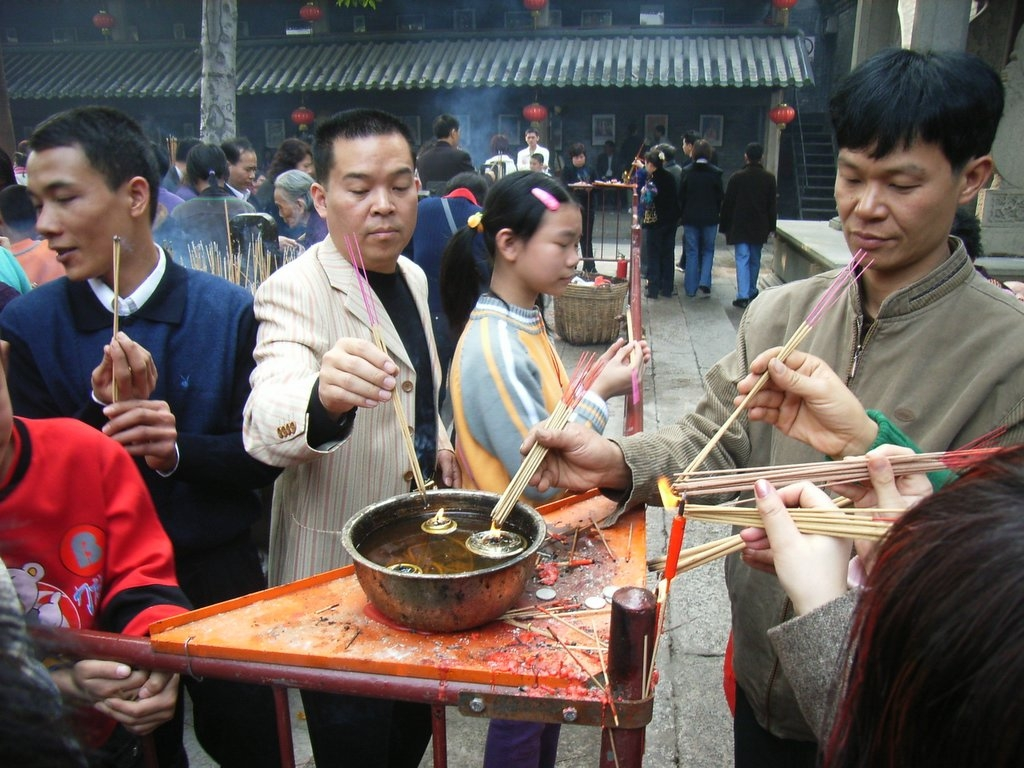
Taoistyczna świątynia

### Oświata
Od 1980 roku realizowana jest reforma nauczania i programów w szkolnictwie. Obowiązkiem szkolnym są objęte dzieci w wieku 7–17 lat. Nauka jest bezpłatna, a szkoły świeckie i państwowe. Podstawę systemu oświatowego stanowi 5-letnia obowiązkowa szkoła elementarna, w której zaczyna się naukę w wieku 7 lat. Dalsze kształcenie odbywa się w płatnych, 2-stopniowych szkołach średnich. Większość z nich to szkoły typu ogólnokształcącego. Ponadto nauczanie jest łączone z pracą produkcyjną.
Około 95% dzieci w wieku 7–12 lat uczęszcza do szkół podstawowych. Naukę w szkole średniej I stopnia podejmuje około 60% uczniów. W szkołach podstawowych uczy się 123,7 mln uczniów, a w szkołach średnich około 53 mln.

### Nauka
W Chinach działa 10 akademii nauk, z czego najstarszą jest założona w 1949 roku w Pekinie Chińska Akademia Nauk. Ponadto istnieje 100 szkół wyższych, w tym 29 uniwersytetów. Najstarszą uczelnią jest założony w 1895 roku uniwersytet w Tianjin.

### Prasa
Wzmianki o najstarszej gazecie „Dibao” (Gazeta Dworska) sięgają VIII wieku. Była ona wydawana w różnych edycjach aż do upadku cesarstwa w 1911 roku i jest uważana za najdłużej ukazujący się periodyk w historii prasy na świecie. Obecnie w ChRL ukazuje się około 5000 gazet i czasopism. Największy, wynoszący 3,5 mln egz. nakład wśród dzienników ma „Renmin Ribao” (Dziennik Ludowy), organ Komunistycznej Partii Chin założony w 1948 roku. Dalsze miejsca zajmują: ukazujący się cztery razy w tygodniu „Zhongguo Qingnian Bao” (Chiński Dziennik Młodzieży) założony w 1951 roku o nakładzie 3 mln egz., dziennik „Wenhui Bao” założony w 1937 roku (1,5 mln egz.), oraz wśród czasopism „Banyue Tan” założony w 1980 roku (2,4 mln egz.). Wśród wydawanych w Chinach gazet anglojęzycznych najważniejsze miejsce zajmuje „China Daily” o nakładzie 200 tys. egz.
Agencje prasowe to: Xinhua She (Agencja „Nowe Chiny”) założona w 1931 roku w Yan’anie oraz „Zhongguo Xinwenshe” (Chińska Agencja Informacyjna) założona w 1952 roku w Pekinie z myślą o chińskich emigrantach na świecie.

### Radio i telewizja
Radio rozpoczęło nadawanie w 1928, a telewizja w 1958 roku. W 1940 roku powstała rozgłośnia Xinhua, która dała początek obecnemu systemowi radia i telewizji. Radio i telewizję finansuje Ministerstwo Radia, Filmu i Telewizji. Radio nadaje dwa programy ogólnokrajowe, programy dla Tajwanu, 25-minutowy program dla mniejszości narodowych (po kazachsku, koreańsku, mongolsku, tybetańsku i ujgursku) i program dla obcokrajowców w języku angielskim, nadawany w trzech największych miastach. Zaś Chińskie Radio Międzynarodowe nadaje codziennie program w kilkudziesięciu językach, w tym po polsku. W Chinach działają ponadto lokalne rozgłośnie takie jak: Stacja Frontowa Fujian, Stacja Głos Jinling, stacja komercyjna w Kantonie oraz 278 rozgłośni lokalnych.
Telewizja państwowa nadaje dwa programy ogólnokrajowe oraz osobny dla Pekinu. Ponadto działa 278 ośrodków telewizyjnych. ChRL należą do Intelsat. Mają również takie systemy satelitarne jak STW-1 i STW-2 oraz rozwijają sieć kablową.